# Сент-Ави (Тарн)
Сент-Ави́ (фр. Saint-Avit, окс. Sant Avit) — коммуна во Франции, находится в регионе Юг — Пиренеи. Департамент — Тарн. Входит в состав кантона Ла-Монтань-Нуар. Округ коммуны — Кастр.
Код INSEE коммуны — 81242.

## География
Коммуна расположена приблизительно в 600 км к югу от Парижа, в 55 км восточнее Тулузы, в 50 км к югу от Альби.
На востоке коммуны протекает небольшая река Тору.

## Климат
Климат умеренно-океанический. Зима мягкая и дождливая, лето жаркое с частыми грозами. Ветры довольно редки.

## Население
Население коммуны на 2010 год составляло 255 человек.
| 1962 | 1968 | 1975 | 1982 | 1990 | 1999 | 2010 |
| ---- | ---- | ---- | ---- | ---- | ---- | ---- |
| 130  | 143  | 126  | 123  | 135  | 121  | 255  |

## Экономика
В 2007 году среди 147 человек в трудоспособном возрасте (15—64 лет) 116 были экономически активными, 31 — неактивными (показатель активности — 78,9 %, в 1999 году было 74,1 %). Из 116 активных работали 108 человек (57 мужчин и 51 женщина), безработных было 8 (2 мужчин и 6 женщин). Среди 31 неактивных 13 человек были учениками или студентами, 13 — пенсионерами, 5 были неактивными по другим причинам.